# ハンギン旗
ハンギン旗（ハンギンき、モンゴル語: Хангин хошуу、ᠬᠠᠩᠭᠢᠨ
ᠬᠣᠰᠢᠭᠤ　転写：Qaŋɣin qosiɣu）は、中華人民共和国内モンゴル自治区オルドス市に位置する旗。
オルドス高原の西北部にあり、5鎮と1ソムを管轄、漢族が10万人を超える。砂漠が7割を占めており、砂漠が多いものの農業はなお行われており、天草が特産である。また、天然ガスなどの資源も埋蔵されている。

## 行政区画
- バルガス（鎮）
  - シン・バルガス（錫尼鎮）
  - バルゴン・バルガス（巴拉貢鎮）
  - ジルガラント・バルガス（吉日嘎朗図鎮）
  - ドゴイタラ・バルガス（独貴特拉鎮）
  - ホムモド・バルガス（呼和木独鎮）
- ソム（蘇木）:イフ・ウス・ソム（伊和烏素蘇木）